# 糊塗塌客
糊塗塌客是查爾斯·舒茲在《花生漫畫》中创作的一只鳥类卡通形象，是史努比最好的朋友，也是此漫畫中知名度僅次於史努比的非人類角色。

## 歷史
史努比在1960年代的漫畫中開始和鳥作朋友，當時小鳥們因為不同的原因來到史努比的狗屋，小鳥們把狗屋當作遷徙時的休息站、築巢的地方，或是玩牌的地方。當時所有的小鳥都沒有名字，在漫畫中也沒有表示說話的氣球符號。小鳥只要看著史努比，史努比就知道他們的意思。糊塗塌客和其他小鳥不同的地方是它重視它和史努比之間的關係，認為它是史努比的夥伴及助手。
在1967年4月7日的花生漫畫中，史努比正躺在狗屋上休息，有一隻小鳥經過長途跋涉後，停在史努比的狗屋中，而史努比很不尋常的同意了。在接下來兩天的漫畫中，這隻小鳥可以說話（更準確的說，是用重覆的文字來抱怨）。和其他小鳥不同的是，這隻小鳥不喜歡每年冬天到南方過冬，而且它的技術不佳。在四格漫畫的結尾時，史努比假裝是一次大戰的王牌飛行員，得知這隻小鳥是他的新技師，這也是糊塗塌客第一個配角的角色。之後，當時還沒有名字的糊塗塌客偶爾會出現，而其他每年出現的小鳥也繼續出現。但糊塗塌客是唯一一隻和史努比作朋友的小鳥，繼續擔任王牌飛行員技師（1967年7月12日，1968年6月12至14日）。在1968年6月14日時，史努比第一次承認糊塗塌客是他的夥伴，即使讀者之前沒有發現到這一點，那天的漫畫也告訴讀者，這一隻還沒有名字的小鳥會變成花生漫畫中的固定角色。
查爾斯·舒茲一直到1970年才幫糊塗塌客命名。查爾斯·舒茲在1970年代的許多報紙及電視的專訪中承認糊塗塌客（Woodstock）的名字是來自1969年的胡士托音樂節（英文為Woodstock Festival），而該音樂節的圖案上也有一隻小鳥站在吉他上。

## 角色
很快地，糊塗塌客就成為史努比最好的朋友。史努比也是花生漫畫中唯一不是鳥類，但可以了解糊塗塌客表達內容的角色。當漫畫中糊塗塌客和史努比對話時，糊塗塌客說的話會用許多表示鳥叫的圖案表示，而史努比在回覆時也會翻譯糊塗塌客說的話，或是在回答時同時讓讀者可以知道糊塗塌客說了什麼。糊塗塌客會發出一些非語言的聲音，例如打哈欠（1972年11月23日）、笑、歎息（1972年11月22日）或是打呼。糊塗塌客也會用一些像驚歎號或是問號的標點符號來表達情緒。糊塗塌客常常當史努比的秘書，在史努比玩高爾夫球時充當球僮（不過有些不容易）。糊塗塌客也和史努比玩美式足球，不過因為身材的關係，當試著要接球時，總是會被球打到。糊塗塌客聲稱它有戴隱形眼鏡（1995年6月8日）。
糊塗塌客雖然是隻小鳥，不過卻有旺盛的鬥志。在《Race for Your Life, Charlie Brown》中，糊塗塌客機智的贏得泛舟比賽，而其他的競爭者都被淘汰。糊塗塌客一般會對史努比的言語攻擊或惡作劇泰然處之，不過若史努比太過份了，糊塗塌客也會反擊。有一次糊塗塌客不和史努比說話，因為史努比要以「一天讀一個字」的速度讀戰爭與和平。但是當史努比聽到糊塗塌客被隔壁的貓攻擊時，史努比立刻衝去要救牠(結果被貓打得很慘)，後來才發現「被貓攻擊的鳥」其實是一個黃色的手套。糊塗塌客討厭別人弄錯它的品種（不過讀者也從來不知道糊塗塌客的品種）。糊塗塌客不太願意吃灑在地上的面包屑，因為它不想讓別人認為它在接受社會救助。當在人口普查時問到它從史努比處得的淨收入多少，糊塗塌客問答「一天四條小蟲」。
糊塗塌客的口哨非常專業。在電視特集《She's a Good Skate, Charlie Brown]》中，在派伯敏特·佩蒂比賽時，播放音樂的機器損壞，無法及時修好。糊塗塌客走到麥克風前，哼了一段完全沒有錯誤的《親愛的爸爸》，因此派伯敏特·佩蒂可以繼續表演。在影集《Snoopy Come Home》中，糊塗塌客也哼了《Me And You》中的一部份。
相對於糊塗塌客在心智上的敏銳，它的飛行技術很不好，自從它登場後這就是它的一大特徵。糊塗塌客常以頭朝下的姿勢飛行，而且常常撞到東西。只要它不用飛的太高，糊塗塌客一般會決定自己要去哪裡。只要它在空中超過三公尺的高度，它的嘴巴就可能會流血。雖然它無法像一般小鳥一様的飛，但糊塗塌客可以將史努比當作直升機一様的控制，糊塗塌客聲稱它的飛行是在越戰中學來的。
在冬天時糊塗塌客會在鳥浴盆上溜冰或是玩冰上曲棍球來作為娛樂，另外用磨冰機使冰面平坦（有一年例外，那一年糊塗塌客問史努比是否可以和他一起移居，於是它們二個以步行的方式旅行）。糊塗塌客的願望是找到它的媽媽，然後送一張母親節卡給媽媽。
在電視特集《It's the Easter Beagle, Charlie Brown》中，在一場早春的雨後，史努比送糊塗塌客一個鳥屋，一開始糊塗塌客不接受，但史努比堅持要送。後來史努比擠進鳥屋，發現糊塗塌客把鳥屋變成七零年代的休閒室，其中還有四聲道的音響，看起來內部的空間很大，比鳥屋外看起來的空間還大（類似史努比自己的狗屋）。不幸的是史努比的鼻子卡在鳥屋的門上，最後把鳥屋給毀了，因此在糊塗塌客的同意下，史努比送了第二個鳥屋。
糊塗塌客和它的小黃鳥同伴（名字為比爾、哈洛、奧利佛、羅南、弗雷德、羅伊及康拉德）常加入史努比的團體活動中，史努比是實質上的帶領者。最常進行的是小獵犬童軍遠征童子軍，以史努比為團長。或者是以史努比軍士的法国外籍兵团。它們也常組成足球隊及冰上曲棍球隊（有一次史努比和小鳥組成的曲棍球隊打敗了由佩蒂領軍的人類球隊）。小鳥中只有羅南顏色較暗，其他看起來都差不多，不過史努比可以認得它們中的每一隻。
從1965年到2006年，史努比和糊塗塌客都是由Bill Melendez配音。

## 性別
查爾斯·舒茲本來認為這隻鳥是母的，但在1970年6月22日命名後，糊塗塌客卻變成公的。以下是他在1987年專訪中的說明：
"我在看《生活》雜誌中有關胡士托音樂節的文章，而我的漫畫中有一隻鳥，鳥是母的，是史努比的秘書，我常講有關秘書的笑話，我想糊塗塌客會是一個鳥的好名字，會引起有興趣的人的注意。忽然，糊塗塌客就從母的變成公的了，事情就這様發生了，不過這就是漫畫最好的一點：作就是了"
在挪威语的花生漫畫譯本中，糊塗塌客翻成Fredrikke，是一個女性的名字，在芬兰语的譯本中則翻成Kaustinen，和芬兰每年舉辦的考斯蒂宁国际民间音乐节同名，沒有特別的性別。

## 品種
史努比一直很好奇糊塗塌客是哪一品種的鳥，有一次史努比想要配合圖鑑，試著識別糊塗塌客的品種，因此要糊塗塌客模仿包括乌鸦、加拿大雁在內的許多種鳥類。最後史努比放棄了，對糊塗塌客說：「以我所知道的來看，你是一隻鴨子」，讓糊塗塌客很傷心，最後史努比擁抱糊塗塌客。所以可以清楚的看出糊塗塌客的品種不重要，唯一重要的是糊塗塌客是史努比的好朋友。
有關糊塗塌客品種的問題，查爾斯·舒茲從來沒有肯定的回答過。